# Franz Ceska
Franz Ceska (* 31. Jänner 1936 in Wien) ist ein ehemaliger österreichischer Botschafter.

## Leben
Franz Ceska ist der Sohn von Emma Kbnigson und Paul Ceska, mit Veronique Moyret verheiratet und hat drei Kinder. Er studierte Rechtswissenschaft an der Universität Wien, wo er zum Doktor der Rechte promoviert wurde. Er studierte von 1958 bis 1959 am College of Europe in Brügge. Von 1959 bis 1961 wurde er in der politischen Sektion des Bundesministerium für europäische und internationale Angelegenheiten beschäftigt. Von 1961 bis 1965 wurde er in Paris beschäftigt. Von 1965 bis 1969 wurde er in der Sektion Politik des Außenministeriums in Wien beschäftigt. Von 1969 bis 1975 war er ständiger Vertreter des Vertreters der österreichischen Regierung bei den Organisationen der Vereinten Nationen in Genf. Von 1975 bis 1977 leitete er die österreichischen Delegation in Westberlin. Von 1977 bis 1982 leitete er die Abteilung Abrüstung im Außenministerium in Wien, und die österreichische Delegation nach Madrid zu einem Folgetreffen der Konferenz über Sicherheit und Zusammenarbeit in Europa 1980 und 1983. Von 1982 bis 1988 war er Botschafter in Brüssel. Von 1988 bis 1991 war er Ständiger Vertreter Österreichs bei den Vereinten Nationen in Genf. wie bei den Allgemeines Zoll- und Handelsabkommen verhandlungen und der Europäischen Freihandelsassoziation. Von 1. April 1992 bis 1997 war er Generalsekretär der Industriellenvereinigung. Von 1997 bis 2001 war er Botschafter in Paris.
Bis 2012 war er 13 Jahre lang auch Präsident des Hilfswerk Austria International, bevor er durch Monika Lindner abgelöst wurde.
Seit 1956 ist er Mitglied der katholischen Studentenverbindung KaV Marco-Danubia Wien im ÖCV.

## Auszeichnungen
- 1984: Großes Silbernes Ehrenzeichen für Verdienste um die Republik Österreich[2]
- 2002: Großes Silbernes Ehrenzeichen mit dem Stern für Verdienste um die Republik Österreich[3]